# Grèves générales sénégalaises de 1945-1946 et de 1947-1948
Les grèves générales sénégalaises de 1945-1946 et de 1947-1948 sont les principaux mouvements sociaux de l'Afrique coloniale sub-saharienne française.
Le mouvement ouvrier sénégalais commence à se structurer dans l'entre-deux-guerres, avec plusieurs grèves de cheminots au Sénégal. Après la Seconde Guerre mondiale, durant laquelle de nombreux Africains combattent aux côtés de la France libre, le gouvernement français n'entend pas accorder l'indépendance à ses colonies africaines. Il promet plus d'autonomie sans se lancer dans une politique de résorption des inégalités économiques marquées entre métropoles et colonies.
Fin 1945, les habitants de l'Afrique occidentale française souffrent d'une grande précarité, en particulier en milieu urbain. À Dakar, les enseignants rejoints par les métallurgistes se mettent en grève à partir de décembre. Cette grève s’étend en janvier 1946 jusqu’à Saint-Louis. Malgré la pression des autorités, l’aide des unions locales de la Confédération générale du travail et le soutien populaire permet au mouvement d'obtenir début février une hausse des salaires et la reconnaissance du droit syndical.
Malgré ce premier succès, les différences salariales subsistent en fonction de la couleur de peau du travailleur. Cette différence est telle que lors de l’annonce de en 1946 de la privatisation de la Régie ferroviaire, les licenciements ne concernent que les travailleurs africains. Les négociations se multiplient, le 19 avril une immense masse de cheminots se mettent en grève. Un protocole de fin de grève est signé, mais la Régie décide de passer outre et de maintenir son plan. Le 10 octobre 1947 démarre à l’appel des syndicats de cheminots une grève reconductible qui touche quasiment tous les salariés de la Régie. Les mesures de rétorsions prises par l’entreprise et les autorités coloniales n’enrayent pas le mouvement. Après 160 jours de grève, 62 % des salariés restent mobilisés. Les négociations s’ouvrent et débouchent sur un statut unique pour les salariés sans distinction raciale et une hausse des salaires de 20 %.
Ces deux mouvements de grève marquent profondément la population. Ils marquent la réaction de la population à l’exploitation coloniale et aux inégalités qu’engendre ce système, tout en participant au développement du mouvement ouvrier sénégalais, associé dès sa naissance à l'anticolonialiste. Dans les années qui suivent, le mouvement ouvrier d'AOF poursuit son développement, jusqu'à la formation de l'Union générale des travailleurs d'Afrique noire en 1957. L’écart entre colons et colonisés continue cependant à se creuser, ouvrant la voie à la formation de groupes politiques indépendantistes. Le Sénégal devient indépendant en 1960.

## L'émergence du syndicalisme au Sénégal

### La situation des travailleurs
La classe ouvrière au Sénégal se développe à partir de la seconde abolition de l’esclavage en 1848. Cette croissance, liée aux projets d'infrastructures du gouvernement colonial, en particulier de chemin de fer, s’appuie sur le travail forcé afin de développer le salariat urbain. Le recours au travail forcé et aux contrats oraux caractérise la classe ouvrière naissante au Sénégal, et plus largement en Afrique occidentale française (AOF). 
Cette précarité fragilise les salariés qui dans les années 1930 subissent la Grande Dépression et la baisse des budgets coloniaux. Un cinquième des travailleurs sont licenciés. Le patronat profite de la mauvaise conjoncture afin de revoir les salaires à la baisse. Malgré l’amélioration de la situation économique à la fin des années 1930, les employeurs refusent d’augmenter les salaires. Selon eux, l’ouvrier « resté à l’usine, fait cultiver par ses enfants et plus fréquemment par des Soudanais un jardin potager dont la femme allait vendre les produits au marché », lui assurant ainsi un niveau de vie correct.
La fragilité des classes laborieuses se retrouve également dans l’étude de leur alimentation. La consommation de riz ayant sextuplé entre 1913 et 1937, la question de son prix devient brûlante. Celui-ci augmente fortement tandis que les salaires baissent, au mieux stagnent ; par conséquent, le niveau de vie du prolétariat colonial décroît. Durant la Seconde Guerre mondiale, le blocus allié, puis les réquisitions pour les troupes amplifie le phénomène de sous-alimentation. Sur le chantier de l’aéroport de Dakar-Yoff en 1943, les ouvriers ne reçoivent que 50 g de viande par jour au lieu des 330 alors considérés comme nécessaires. 75 % d'entre eux perdent entre un et sept kilogramme, beaucoup sont victimes d'ulcère et certains décèdent. 
Cette situation est à mettre en parallèle avec la législation mise en œuvre par Marcel de Coppet, le gouverneur-général de l'AOF nommé par le Front populaire, qui malgré les avancées ne permet pas une évolution favorable des conditions de vie. 
Après guerre, les salaires connaissent une hausse qui compense légèrement le coût toujours plus élevé du riz. Les conditions de vie des salariés restent cependant difficiles. L’embauche de manouvriers, salariés peu formés avec un emploi instable, reste majoritaire. En 1948, 70 % des salariés de l’AOF sont des manouvriers, et 50 % à Dakar, capitale et principal pôle économique de la colonie. Ces salariés résident généralement en milieu rural, d'où de nombreuses mobilités pendulaires qui s'ajoutent à la difficulté à trouver un emploi pérenne.

### Apparition des premiers syndicats
La destruction de l’économie sénégalaise domestique et rurale au profit de l’essor de la production marchande et d’une entrée dans le système capitaliste mondial favorise l’émergence des syndicats. En effet ce passage d’une économie de services comme le ménage, le jardinage ou encore les services « à la personne » et d’une économie rurale (c’est-à-dire agricole) à une économie de marché centrée sur des pôles urbains en développement (Dakar, Abidjan, Conakry, etc.) cause de nombreux bouleversements.
La liberté syndicale est introduite en 1920 pour les citoyens français des Quatre  communes. Le gouvernement colonial refuse cependant de l'étendre à l'ensemble de Afrique occidentale française. Les grèves de l'entre-deux-guerres sont réprimées durement. Il faut attendre le décret du 11 mars 1937 qui autorise les syndicats et les associations de travailleurs dans toute l'AOF pour voir l’émergence d’un front syndical mené par des fonctionnaires non citoyens comme Mathurin Diakhaté, ancien instituteur.
Cette évolution s'explique d'une part par le désir de Français soutenant les idéaux du Front populaire de promouvoir le progrès social dans les colonies. Elle est également liée à une volonté de « dompter » en l'organisant un prolétariat africain inorganisé et en expansion qui, en  risquant de bousculer voire de détruire l’ordre social, menace la présence française et les intérêts financiers des investisseurs coloniaux.

### L'AOF à la sortie de la Seconde Guerre mondiale
En février 1944, se tient la Conférence de Brazzaville qui préconise aux habitants des colonies de s’organiser en partis politiques et syndicats tout en refusant l'indépendance aux colonies françaises d'Afrique. Et si la suppression du travail forcé en Afrique-Occidentale française est adoptée par l'Assemblée nationale le 11 avril 1946 (loi Houphouët-Boigny), la loi Lamine Gueye qui abolit le « code de l'indigénat » et accorde la citoyenneté à tous les ressortissants de l'Union française ne leur confère en fait pas le droit de vote. Cela alimente les frustrations des autonomistes et indépendantistes, qui multiplient les revendications et s'organisent à l'échelle de l'AOF après le premier rassemblement démocratique africain à Bamako en octobre 1946. Cette agitation politique accompagne le développement du syndicalisme en Afrique francophone.

## La grève de l'hiver 1945-1946
L’Afrique occidentale française d'après-guerre est marquée par une importante inflation que ne compense pas la hausse des salaires. Les Sénégalais ont encore en tête le massacre à Thiaroye des tirailleurs sénégalais par l’autorité coloniale le 1er décembre 1944. Dans ce contexte particulier, il ne manque plus qu’une étincelle afin de provoquer l’explosion sociale. 
Les enseignants et les 2800 métallurgistes du port de Dakar donnent le signal de départ en décembre 1945. Les grévistes demandent une hausse des salaires de façon à rattraper l’inflation et d’obtenir une égalité entre salaires européens et africains. Les unions locales C.G.T. tout juste installées à Saint-Louis et Dakar vont participer fortement à l’extension de la grève en diffusant les informations, organisant des réunions publiques, etc. Les autorités coloniales tentent d’enrayer le mouvement : le 7 janvier 1946, le gouverneur publie un arrêté de réquisition des salariés du port, de l’électricité, des transports et de l’eau. Les réquisitionnés refusent de retourner à leur poste. 
Sous l’impulsion de l’union CGT de Dakar un grand meeting est organisé le 11 janvier. Amadou Lamine Diallo, secrétaire générale de l’Union, déclare « à travail et rendements égaux, salaire égal » et menace de lancer un appel à la grève générale si l’administration ne répond pas favorablement aux revendications. À cette date, Dakar compte 20 000 grévistes. Le 16 janvier, la contestation atteint Saint-Louis, où elle est rejointe par les postiers suivis par les employés des commerces, banques et industries. Le premier port fluvial du Sénégal, Kaolak, est bloqué.
La population qu’elle soit travailleur domestique chez les colons, vendeur sur le marché, boulangers, syndiqués non-gréviste, apporte son soutien moral, matériel et financier aux grévistes. L’administration cède aux salariés du public un minimum vital, ce qui conduit l’Union à appeler à la reprise dès le 26 janvier. À Dakar, les employés du commerce, de l'industrie, des banques et des assurances poursuivent la grève jusqu’au 4 février afin d’obtenir la même avancée. À Saint-Louis, les salariés des secteurs privé comme public restent en grève 21 jours jusqu'à ce que ces employés obtiennent également ce qu'ils demandent. L’administration finit par céder face à a la pression, et garantit le 7 février que les grévistes ne subiraient pas de rétorsion.
En plus d’une première hausse des salaires, ce mouvement assoit la reconnaissance réelle du droit syndical aux salariés qui ne subissent pas de représailles après la grève. Alors que les grèves de l'entre-deux-guerres s'étaient soldées sur des échecs parfois sanglants (voir tuerie de Thiès), celles-ci montrent aux travailleurs que les conquêtes sociales sont possibles même en contexte colonial.

## Le mouvement généralisé d'octobre 1947 à mars 1948
En juillet 1946, peu après cette grève qui avait agité les centres urbains, l’administration coloniale sénégalaise annonce la privatisation effective au 1er janvier 1947 de la Régie fédérale des chemins de fer de l'AOF, organisme industriel et commercial responsable du réseau ferroviaire de l’AOF. Elle emploie alors 18 000 personnes, dont 9,6 % de salariés africains sous statut occupant des fonctions subalternes, 2,7% d'employés blancs, et une grande majorité (87,7%) d'auxiliaires africains en condition précaire. Cette privatisation prévoit la suppression du statut, le licenciement de 3 000 personnes et une augmentation des coûts de transport. 
La Fédération des travailleurs indigènes des chemins de fer de l'Afrique-Occidentale française, organisation syndicale des cheminots, impulse la rédaction en août 1946 d’un cahier de revendications. Les trois mots d’ordre qui ressortent sont : hausse des salaires, cadre unique garantissant l’égalité entre travailleurs africains et européens, intégration des auxiliaires dans ce cadre statutaire. La pression commençant à monter, une commission paritaire consultative est réunie et reçoit les revendications. Les responsables de la Régie en accord avec les syndicats des salariés européens rejettent cependant l’intégralité des revendications et annoncent que les 3000 licenciements se feront uniquement parmi les auxiliaires africains. 
Les syndicats de cheminots africains appellent alors à la grève pour le 19 avril 1947, veille de la visite prévue du président de la République Vincent Auriol. Face à la mobilisation, le ministre de l’Outre-mer Marius Moutet (SFIO), organise et signe un protocole de fin de grève. La commission consultative élabore dans ce cadre une convention collective, que la direction de la Régie modifie unilatéralement le 29 août 1947, ce qui est inacceptable pour les travailleurs. Les syndicats appellent à une nouvelle grève pour le 10 octobre 1947.
Cette grève est massive. Les quatre réseaux ferrés sont bloqués, ainsi que les ports. Au 1er novembre 1947, il n'y a que 525 non-grévistes, dont seulement 38 Africains. La paralysie est totale, les ouvriers des wharfs rejoignent le mouvement ce qui a pour conséquence d’interrompre les embarquements et débarquements de marchandises au port. L’administration apporte son plein soutien à la Régie qui refuse de négocier. Elle lance des poursuites contre les dirigeants du mouvement et déclare la grève illégale. Le secrétaire général de la Fédération, Ibrahima Sar, est condamné à un mois de prison et 12 000 francs d’amende.
En janvier 1948, malgré trois mois de grève et une répression judiciaire importante, le mouvement reste puissant. Seuls 838 cheminots, majoritairement européens, ont repris le travail. La Régie est forcée d’embaucher 2 416 personnes, dont d’anciens cheminots renvoyés pour faute professionnelle et des chômeurs sans qualification. Elle fait perquisitionner les locaux syndicaux dans les différents centres du réseau ferré, accuse les grévistes de mauvais entretien des trains et de sabotage. Douze grévistes sont arrêtés pour sabotage après la mort de cinq personnes sur la ligne Sénégal-Soudan français (Mali actuel) sur accusation de la Régie, alors que l’accident est dû à la réhabilitation d’un conducteur licencié pour conduite dangereuse. Les grévistes opposent à la Régie des assemblées générales quotidiennes et des comités de grève qui organisent la distribution de produits de première nécessité.
Malgré le parti pris des chefs religieux (les marabouts) contre la grève, et l’effet inflationniste qu’elle induit faute de transport et de débarquements, la population apporte son soutien aux cheminots. Ces derniers reçoivent nourriture, argent de la part des commerçants. Les responsables syndicaux circulent d'un piquet de grève à l'autre pour distribuer les denrées récoltées. Les dons aux caisses de grève affluent.
Après 160 jours de grève le mouvement faiblit, néanmoins il reste 62 % de grévistes en AOF. Cette situation pousse le gouvernement français à nommer le socialiste Paul Béchard à la tête de l'AOF avec pour mission de résoudre le conflit. La Régie doit accepter d’ouvrir les négociations. Le protocole de fin grève est signé le 16 mars 1948. L’administration légitime la grève, lève les sanctions contre les grévistes, qui ne sont plus considérés comme démissionnaires. Si les journées de grèves ne sont pas payées, la Régie met en œuvre le cadre unique, où 64 % des auxiliaires sont intégrés. Les salaires et indemnités sont majorés de 20%. Les cheminots reprennent le travail le 19 mars 1948.

## Conséquences des mouvements sur la société sénégalaise
Le mouvement syndical sénégalais apparait ainsi comme dirigé essentiellement contre l’administration coloniale, qui joue un rôle central dans la régulation du travail. L'historien Mar Fall qualifie ce mouvement syndical, au niveau de ses fonctionnements et de ses objectifs, comme un véritable parti d’opposition politique. En effet, en arrière-plan des revendications salariales et sur la réglementation des conditions de travail, c’est une revendication anticoloniale qui se dessine. Même si les fonctionnaires et les cheminots ont été les premiers à s’organiser dans un cadre syndical, les revendications portées par ces groupes professionnels dépassent celle d’un « métier » c’est-à-dire que leurs idéologies et actions durant cette période ne reflètent pas la situation particulière d’un corps de métier en particulier, mais sont centrées sur la revendication d'un salaire égal pour un travail égal.
Ce mouvement sert de cadre d’expression à la jeunesse intellectuelle du pays, qui est bridée dans son avancement par l’administration coloniale. Cette jeunesse sénégalaise de formation récente bénéficie alors d’un prestige dans la société, bien qu'elle soit peu représentative : seuls 4,5 % des Sénégalais en âge d'être scolarisés le sont en 1956, et l'élite intellectuelle est concentrée dans des centres urbains, qui sont également les pôles économiques du pays, mais ne regroupent qu'une petite minorité de la population. Elle ne peut pas non plus s'appuyer sur une importante classe ouvrière, dans un pays qui reste dominé par les secteurs primaire et tertiaire. Ces déficits en termes de culture de classe sont compensés par l'essor du mouvement national.
Ce syndicalisme anticolonial conduit cependant à un éloignement croissant des travailleurs africains et européens, ces derniers ne s'associant pas systématiquement aux revendications de leurs collègues. Dans les années qui suivent, la coopération entre les différents mouvements syndicaux se poursuit, jusqu'à la création en 1957 de l'Union générale des travailleurs d'Afrique noire, réunissant des dirigeants syndicaux de la CGTA, de la CGT et de la CATC.

## Des mouvements oubliés
Malgré des évocations régulières dans les travaux d'historiens, ces mouvements de grèves sont relativement oubliés, en particulier celui de 1945-1946.

#### Monographies
- Joseph-Roger de Benoist, L'Afrique occidentale française de la Conférence de Brazzaville (1944) à l'Indépendance (1960), Dakar, Les Nouvelles Éditions Africaines, 1982.
- Françoise Charpenel (dir.), Luttes indépendantistes et luttes des classes dans les colonies françaises d’Afrique subsaharienne (1918-1960), Paris, CERMTRI, 2019.
- Pierre-François Gonidec, L'Évolution du syndicalisme en Afrique noire, Paris, Penant, 1962.
- Omar Guèye (postface Frederick Cooper), Sénégal : Histoire du mouvement syndical, la marche vers le Code du travail, Paris, L'Harmattan, 2011.
- Gerti Hesseling, Histoire politique du Sénégal : Institution, droit et société, Paris, Karthala, 1985.
- Assane Seck, Sénégal : Émergence d'une démocratie moderne (1945-2005), Un itinéraire politique, Paris, Karthala, 2005.

#### Articles et chapitres
- Jean Copans, « Les Classes ouvrières d'Afrique noire : Bibliographie sélectionnée, classée et commentée », Cahiers d'études africaines, nos 81-83,‎ 1981, p. 405-429 (lire en ligne, consulté le 5 février 2020).
- Babacar Fall, « Le Mouvement syndical en Afrique occidentale francophone : De la tutelle des centrales métropolitaines à celle des partis nationaux uniques, ou la difficile quête d'une personnalité (1900-1968) », Matériaux pour l'histoire de notre temps, no 84,‎ 2006, p. 49-58 (lire en ligne, consulté le 5 février 2020).
- Mar Fall, « Le Mouvement syndical sénégalais à la veille de l'indépendance : un lieu de formation des élites politiques », Présence africaine, no 131,‎ mars 1984, p. 24-34 (lire en ligne, consulté le 18 mars 2020).
- Ibrahima Thioub, « Économie coloniale et rémunération de la force de travail : le salaire du manœuvre à Dakar de 1930 à 1954 », Revue française d'histoire d'outre-mer, vol. 81, no 305,‎ 1994, p. 427-453 (lire en ligne, consulté le 5 février 2020).